# Ernst Fettner
Ernst Fettner (geboren am 29. Mai 1921 in Wien; gestorben am 15. Dezember 2021 ebenda) war ein österreichischer Journalist und politischer Aktivist. Von den Nationalsozialisten verfolgt, musste er 1939 nach Großbritannien emigrieren, wo er in der Organisation Young Austria aktiv war. Er diente im Zweiten Weltkrieg und der unmittelbaren Nachkriegszeit in der British Army. Von 1946 bis 1953 schrieb er für die Kärntner KPÖ-Zeitung Volkswille, von 1955 bis 1991 war er Redakteur des kommunistischen Zentralorgans Volksstimme. Zudem engagierte er sich in der Journalistengewerkschaft.

## Leben
Ernst Fettner wurde am 29. Mai 1921 als zweites Kind von Rosa Fettner (geb. Nener) und Sigmund (Isak Schaje) geboren. Beide Eltern kamen mit ihren jüdischen Familien aus Galizien nach Wien. 1926 verstarb Fettners Mutter während der Grippeepidemie. Nach der Heirat des Vaters mit Rosa Katz wurden seine Halbgeschwister Lily (1929), Karoline (1931) und Herbert (1932) geboren.

### Kindheit und Ausbildung
Die Familie lebte in beengten Verhältnissen im 20. Wiener Gemeindebezirk, Teil der so genannten „Mazzesinsel“. Ernst Fettner wuchs überwiegend im jüdischen Waisenhaus für Buben in Baden bei Wien auf. Nach acht Jahren in dieser Einrichtung beendete er im Herbst 1935 seine Schulausbildung. Er fand eine Lehrstelle in der Schneiderei Baruch Friedländer im Ersten Bezirk. Nach zwei Jahren schloss er die Lehre als „Mieder- und Wäschewarenerzeuger“ ab. 1938 arbeitete er für die jüdische Schneiderei Pein (9. Bezirk) als Fahrradbote.

### Verfolgung und Exil
Nach dem Anschluss Österreichs an das nationalsozialistische Deutsche Reich wurde Ernst Fettner im Sommer 1938 erstmals verhaftet. Schon zuvor musste er gemeinsam mit seinem Vater an einer erniedrigenden Gehsteig-Reibeaktion teilnehmen. Dramatisch war die zweite Verhaftung während der Novemberpogrome 1938, in der sich die Belegschaft in der Schneiderei Rein eingeschlossen hatte. Das Lokal wurde gestürmt und Ernst Fettner und dessen Kollegen als „politischer Widerstand“ behandelt. Bis zum Weihnachtstag blieb er in Haft, anschließend forderte ihn die Gestapo auf, das Land innerhalb eines Monats zu verlassen. Die Frist dafür konnte später auf zwei Monate verlängert werden, so dass er Österreich noch knapp rechtzeitig verlassen konnte. Als besonders erschwerend erwies sich, dass Ernst ebenso wie sein Vater Siegmund die österreichische Staatsbürgerschaft nie erhalten hatte und bis dahin „staatenlos“ war.
Es dauerte noch bis zum 29. März 1939, ehe der noch 17-Jährige in sein Tagebuch notieren konnte: „Dover in Sicht“. Über London kam er als fast sklavisch gehaltener „Landwirtschaftshelfer“ in den Norden Schottlands. Mühsam lernte er autodidaktisch Englisch, bis er das beim Bauern nicht mehr ertrug, nach Glasgow fuhr und innerhalb von zwei Tagen interniert wurde. Er galt als enemy alien („Ausländer aus einem Feindstaat“) – trotz der gleichermaßen politischen und rassistischen Verfolgung, die zur Emigration in letzter Sekunde führte – und kam über mehrere Stationen ins „Aufnahmelager“ Isle of Man. Erst dort wurde er bei Vorträgen und durch erfahrenere Kollegen politisiert. Nach sechs Monaten folgte die Rückkehr in die Landwirtschaft, diesmal in den Midlands. Dank der in der Internierung gewonnenen Kontakte wurde er bei „Young Austria“ aktiv und bildete in Glasgow einen der wichtigsten Standorte der Vereinigung der Österreicher im britischen Exil. Nach einigen weiteren Tätigkeiten wurde er in den Civil Service aufgenommen – und zählte damit zu den ersten Österreichern in britischer Uniform. Zum wichtigen Heimathafen entwickelte sich „Young Austria“. Je länger die Emigration dauerte, desto klarer wurde aber, dass die jungen Emigranten als „Free Austrian Movement“ einen Beitrag zur Befreiung Österreichs von Nazi-Deutschland leisten wollten.

### Als „Gordon Highlander“ zur Befreiung Österreichs
1943 war es soweit. Die Emigranten, nicht wenige von ihnen bereits Kommunisten, wurden nun in der gegen Deutschland kämpfenden British Army akzeptiert. Aufgrund seiner Stationierung in Schottland wurde Fettner zum Gordon Highlander, Mitglied eines Infanterieregiments der British Army. Militärisch war er bei der zweiten Welle der Landung in der Normandie im Juli 1944 dabei. Zu Kriegsende wurde er in einer kleinen Stadt in Deutschland stationiert. Erstmals ging es ihm besser als dem Durchschnitt der Bevölkerung, doch er wollte einen Beitrag zu einem antifaschistischen Nachkriegsösterreich leisten. 1946 kehrte er auf eigenen Wunsch als Mitglied der britischen Armee nach Österreich zurück und wurde in Klagenfurt stationiert.

### Familie
Er blieb das einzige Familienmitglied, das nach Österreich zurückkehrte. Seine Tante Sally konnte mit ihrem Mann nach Shanghai und später Australien emigrieren. Seiner Schwester Wali gelang die Emigration nach Palästina, wo sie mithalf den Kibbuz Afikim aufzubauen, während Lily mit einem Kindertransport nach England gerettet werden konnte und später – verheiratet – nach Kanada emigrierte. Alle anderen Familienmitglieder überlebten den Naziterror nicht.
Siegmund und dessen Vater Abraham Fettner wurden im September 1939 von der Gestapo verhaftet und später ins KZ Buchenwald überstellt, wo Abraham starb. Siegmunds Leidensweg führte noch über Ravensbrück und Dachau, ehe er 1942 in der Tötungsanstalt Hartheim bei Linz ermordet wurde. Großmutter Freide Katz kam über das Ghetto Theresienstadt nach Treblinka. Auch sie überlebte die Tortur nicht. Rosa, Karoline und Herbert Fettner wurden im August ins Vernichtungslager Maly Trostinez deportiert und dort umgehend am ausgehobenen Massengrab erschossen. An sie erinnern Stolpersteine in Wien-Brigittenau.
Fettner heiratete 1949 Hilde Oppenheimer, die er bei einem Treffen von „Young Austria“ in London kennengelernt hatte. Sie gehörte zu einer Familie von Weinhändlern in Mainz, die wegen ihrer jüdischen Herkunft nach der Flucht nach Belgien bzw. Holland ebenfalls in Konzentrationslagern ermordet worden waren. Ernst und Hilde Fettner lebten zunächst in Pritschitz beziehungsweise Klagenfurt. 1950 kam in Klagenfurt Sohn Peter zur Welt. Nach dem beruflichen Wechsel nach Wien bezog die Familie eine Gemeindewohnung in Lainz. 1956 kam der zweite Sohn Fred zur Welt. 1968 verstarb Hilde, und Ernst Fettner heiratete im Jahr darauf seine Arbeitskollegin Herta Felbermayer († 2019). Er wurde am Baumgartner Friedhof bestattet.

### Berufsleben als Journalist
Seine journalistische Karriere startete bereits mit der Gestaltung der Wandzeitung von „Young Austria“ in Glasgow. Während eines Einsatzes in Belgien nutzte er einen Kurzurlaub, um eine österreichische Gruppe von Widerstandskämpfern in Brüssel zu treffen. Darüber berichtete er Anfang 1945 in der Emigranten-Zeitung Zeitspiegel. 
Nach seinem Abschied von der British Army trat Fettner in Klagenfurt der Freien Österreichischen Jugend (FÖJ) und der Kommunistischen Partei Österreichs (KPÖ) bei und begann 1946 für die Parteizeitung der Kärntner KPÖ Volkswille zu schreiben. Beruflich blieb Fettner vorerst den lokalen Themen in Kärnten verbunden, bis er 1953 die Redaktion verlassen musste. Hintergrund war auf dem Höhepunkt des Stalinismus das große Misstrauen gegenüber dem mit der britischen Armee ins Land gekommenen Redakteur. Für drei Jahre arbeitete er in Metallbetrieben, unter anderem als Dreher bei Steyr, wo er zum Betriebsrat gewählt wurde. Die Gewerkschaftsfunktion war auch mit der Arbeit an einer Betriebszeitung verbunden. 
Nach seiner Rückkehr nach Wien wurde er 1955 Redakteur beim kommunistischen Zentralorgan Volksstimme, für das er bis zu deren Einstellung als Tageszeitung 1991 tätig war. Beruflich war es in erster Linie Niederösterreich, über das er in dieser Zeit unzählige Reportagen verfasste. 1968 berichtete er während eines Ferienaufenthalt in der Tschechoslowakei exklusiv für seine Zeitung vom Prager Frühling und dem Einmarsch der Warschauer-Pakt-Truppen. Dann kam er ins Innenresort der Volksstimme, wo er über viele Jahre zum „Journalisten-Tross“ von Bundeskanzler Bruno Kreisky zählte. 
Er war Mitglied und Ende der 1970er und Anfang der 1980er Jahre Vizepräsident der Journalistengewerkschaft im ÖGB. 2018 wurde er für 70 Jahre ÖGB-Mitgliedschaft geehrt.
Zum Ende der beruflichen Karriere wurde Fettner noch Motorjournalist. In seinen letzten Jahren wurde er zunehmend als Zeitzeuge vom Autor zum Objekt journalistischer Recherchen, wobei die Recherchierenden auf seinen großen Schatz an Aufzeichnungen und Fotos ebenso wie auf seine humorvollen Erzählungen zurückgreifen konnten. Als letzte große Herausforderung entstand mit Jana Waldhör als Herausgeberin seine Autobiographie Geh' du voran – Ein Jahrhundert. Das Buch hat Elemente einer wissenschaftlichen Dokumentation, ist im Kern ein Fachbuch, weist in den Erzählungen belletristische Momente auf und enthält zahlreiche Abbildungen.

### Sport
Ernst Fettner hat seit seiner Jugend Sport getrieben. Er spielte Fußball im Waisenhaus und im englischen Exil, und er war Langstreckenläufer. Im Alter spielte er Tennis und Golf. Er war als Mitglied des GC Wienerberg der älteste aktive Golfspieler Österreichs, der wenige Tage vor seinem 100. Geburtstag 18 Loch absolvierte.

## Ehrungen und Auszeichnungen

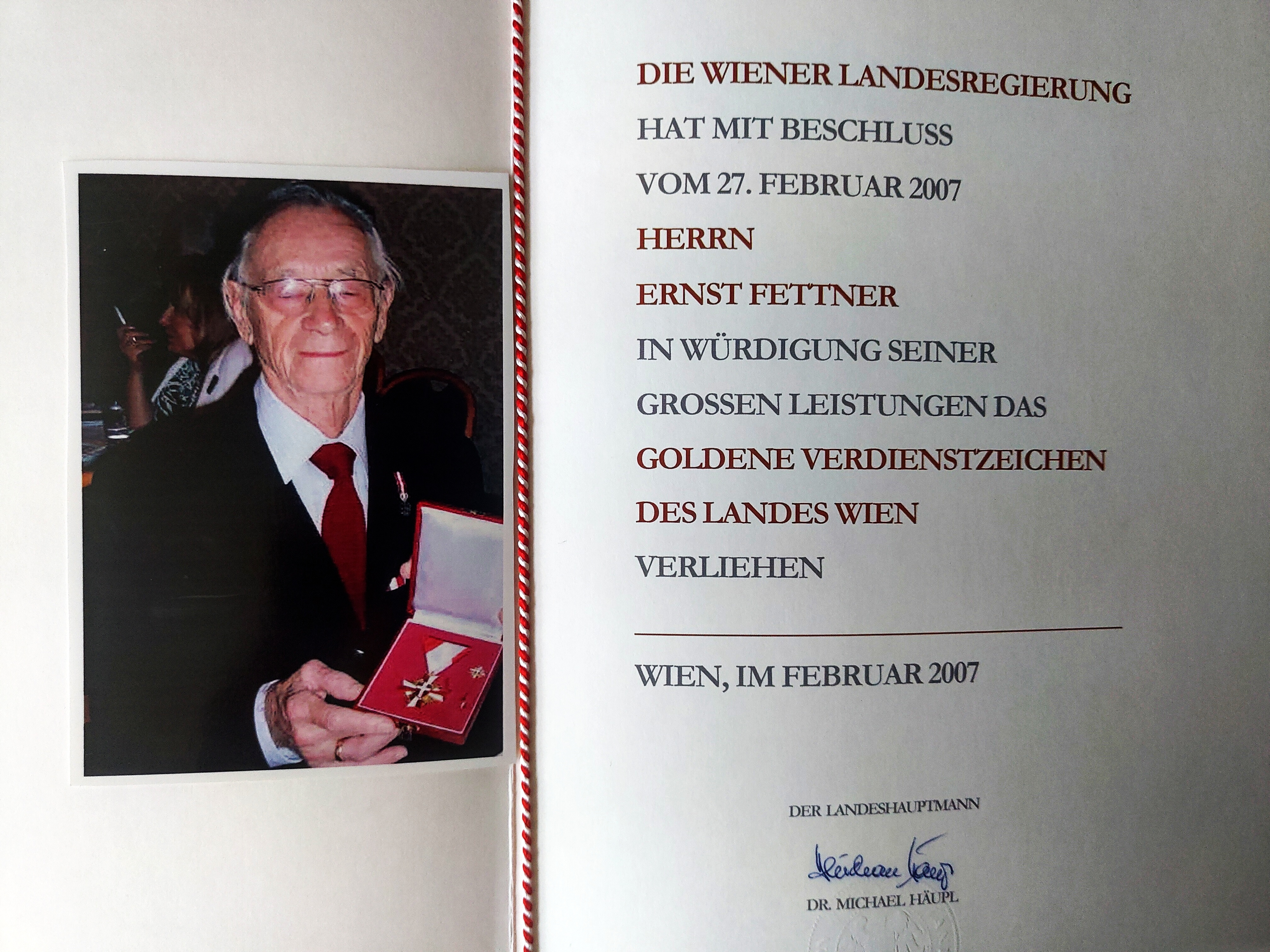
Ernst Fettner erhält das Goldene Verdienstzeichen des Landes Wien

- 1971 erhielt er 25 Jahre nach dem Ende seines Einsatzes für die British Army drei Medaillen, darunter die Tapferkeitsmedaille.
- 1980 wurde ihm vom Bundespräsidenten das Ehrenzeichen für Verdienste um die Befreiung Österreichs verliehen.
- 2007 erhielt er das Goldene Verdienstzeichen des Landes Wien.
- Ernst Fettner war u. a. Ehrenmitglied des Vereins „Kunstplatzl“, Förderer des Dokumentationsarchiv des österreichischen Widerstandes und karitativer Organisationen.